# William Walsh (poète)
Pour les articles homonymes, voir William Walsh et Walsh.
William Walsh (baptisé 6 octobre 1662 – 15 mars 1708), est un poète anglais.
Ami de Pope, il était écuyer de la reine Anne. Il a composé :
- un dialogue à la défense des femmes sous le titre d’Eugénie ;
- un autre dialogue intitulé Esculape, ou l'Hôpital des fous ;
- des Poèmes galants, des odes, des élégies, etc.

## Éditions bibliophiliques
- L'Hôpital des fous, gravures de Jean-Baptiste Delafosse d'après Charles Eisen, imprimerie de Sébastien Jorry, Paris, 1765.

## Source
Marie-Nicolas Bouillet  et Alexis Chassang (dir.), « William Walsh » dans Dictionnaire universel d’histoire et de géographie, 1878 (lire sur Wikisource)